# 张家河乡
张家河乡是中国陕西省汉中市勉县下辖的一个乡。

## 行政区划
张家河乡下辖以下行政区：
张家河村、金洞村、八庙村、金家庄村、金华庙村、黄莲村、冷峪河村、茅坝坪村、头沟村、二沟村、松树坝村